# Tennessee Johnson
Tennessee Johnson é um filme americano de 1942 sobre Andrew Johnson, o 17º presidente dos Estados Unidos, divulgado pela Metro-Goldwyn-Mayer. Foi dirigido por William Dieterle e escrito por Milton Gunzburg, Alvin Meyers, John Balderston e Wells Root.
É estrelado por Van Heflin como Johnson, Lionel Barrymore como seu inimigo Thaddeus Stevens, e Ruth Hussey como primeira-dama Eliza McCardle Johnson. O filme retrata os eventos em torno do impeachment de Andrew Johnson, e "apresenta seu personagem-título como o digno sucessor de Lincoln, que entra em conflito com republicanos radicais vingativos".
O filme contém várias imprecisões históricas, e um prefácio na tela reconhece que "liberdades" foram tomadas com os fatos. Seu retrato positivo de Johnson e retrato negativo do ativismo de Reconstrução estão em desacordo com a opinião histórica atual, mas tais atitudes eram mais comuns quando o filme foi feito.
Como a maioria dos filmes históricos americanos feitos durante a Segunda Guerra Mundial, Tennessee Johnson tem um forte tema subjacente de unidade nacional. O filme mostra Johnson como um visionário que cura o abismo entre o Norte e o Sul, apesar dos esforços de seus inimigos míopes. Em uma cena climática, ele faz um discurso apaixonado aos senadores que o julgam e os avisa que o fracasso em readmitir os antigos Estados Confederados deixará a América indefesa diante de seus inimigos no exterior. A cena é pura ficção; Johnson nunca apareceu pessoalmente em seu julgamento.

## Enredo
O aprendiz de alfaiate em fuga Andrew Johnson (Van Heflin) entra na cidade de Greeneville, no Tennessee. Ele é persuadido a se estabelecer lá. Ele oferece seus serviços à bibliotecária, Eliza McCardle (Ruth Hussey), em troca de ensiná-lo a ler e escrever, eventualmente se casando com ela.
Atingido pela injustiça do monopólio do poder pelos latifundiários e com o incentivo de sua esposa, Johnson começa a organizar reuniões políticas. Um é quebrado pelos poderes que são; na luta resultante, um dos amigos de Johnson é morto. Ele dissuade os outros de recorrer à violência. Em vez disso, ele é convencido a concorrer a xerife e é eleito. Em 1860, véspera da Guerra Civil Americana, ele subiu ao Senado dos Estados Unidos.
Quando a guerra eclode, Johnson rompe com seu estado e permanece leal à União. Como um general, ele se torna um herói defendendo Nashville contra um cerco. Abraham Lincoln o escolhe para seu vice-presidente, em parte porque compartilham pontos de vista semelhantes sobre a reconciliação com o sul depois que a guerra é vencida, ao contrário do poderoso e vingativo congressista Thaddeus Stevens (Lionel Barrymore). Quando Lincoln é assassinado, Johnson consegue a presidência.
Depois que ele se recusa a aceitar um acordo oferecido por Stevens, o segundo inicia um processo de impeachment contra o presidente, com ele próprio como procurador-chefe. Johnson fica longe do julgamento seguindo o conselho de homens que temem perder a paciência. Com seus membros do gabinete negados o direito de testemunhar, no entanto, Johnson aparece no final e faz um discurso de agitação - um evento que nunca realmente ocorreu. A votação está próxima, com 35 julgando-o culpado e 18 não, mas o senador Huyler está inconsciente e incapaz de votar. Stevens, que está contando com ele, atrasa o veredicto final até que Huyler possa ser despertado e levado para o voto decisivo. Para seu desalento, Huyler não é culpado. O filme termina com Johnson, seu mandato como presidente, retornando triunfalmente ao Senado.

## Elenco
- Van Heflin como Andrew Johnson
- Lionel Barrymore como Thaddeus Stevens
- Ruth Hussey como Eliza McCardle Johnson
- Marjorie Main como Maude Fisher
- Regis Toomey como Blackstone McDannell
- J. Edward Bromberg como Coca-Cola
- Grant Withers como Mordecai Milligan, o ferreiro assassinado
- Alec Craig como Sam Andrews
- Charles Dingle como o senador Jim Waters
- Carl Benton Reid como congressista Hargrove
- Russell Hicks como emissário de Lincoln
- Noah Beery como Sheriff Cass
- Robert Warwick como Major Crooks
- Montagu Love como Chief Justice Chase (baseado no verdadeiro Chefe de Justiça, Salmon P. Chase)
- Lloyd Corrigan como Sr. Secretário (baseado em Edwin Stanton, Secretário de Guerra de Lincoln, contratado por Johnson)
- William Farnum como o senador Huyler
- Charles Trowbridge como Lansbury
- Russell Simpson como Kirby
- Morris Ankrum como o senador Jefferson Davis
- Mark Daniels como John Hay (não creditado)
- William B. Davidson como vice-presidente Breckinridge (não creditado)
- Harrison Greene como General Grant (não creditado)
- Roger Imhof como Hannibal Hamlin (não creditado)
- Lloyd Ingraham como vice-presidente do End (não creditado)
- Alberto Morin como Clemenceau (não creditado)
- James Warren como James Patterson (não creditado)

## Controvérsias
Alguns liberais reclamaram que o filme prejudicou o preconceito de Andrew Johnson em relação aos negros. O ator e comediante Zero Mostel, que na época estava apenas se tornando conhecido no show business, participou de protestos contra o filme.
De acordo com o escritor paleoconservador Bill Kauffman, Tennessee Johnson é notável pela campanha de repressão contra ele: Vincent Price, Zero Mostel e Ben Hecht, entre outros, que pediram ao Escritório de Informações de Guerra para destruir o filme no interesse da unidade nacional. . Kauffman resumiu que Manny Farber em The New Republic havia escrito a opinião mais inteligente sobre o assunto, quando disse: "A censura é uma desgraça, seja pelo escritório da Hays e grupos de pressão, seja por liberais e OWI".

## Recepção
De acordo com os registros da MGM, o filme fez apenas 570 mil dólares nos EUA e Canadá e 114 mil dólares em outros lugares, fazendo com que o estúdio tivesse um prejuízo de 637 mil dólares.